# Playa de San Gabriel
La playa de San Gabriel es un arenal situado en la zona sur del casco urbano de la ciudad española de Alicante, de unos 400 m de longitud y adyacente a la desembocadura de la Rambla de las Ovejas y el puerto de la ciudad.
Se encuentra separada del barrio de San Gabriel por la línea de ferrocarril de cercanías Murcia/Alicante, lo que ha dificultado su acceso y la prestación de servicios para que pudiera ser considerada como playa, por lo que  no fue reconocida como tal por el Ayuntamiento de Alicante hasta 2024. Esta situación ha llevado a asociaciones de vecinos de la zona a movilizarse para reivindicar el reconocimiento de la playa por la administración y la retirada de las vías de tren.
También es conocida popularmente como "playa de Letizia Ortiz".